# リショド・ソビロフ
リショド・ソビロフ（英語: Rishod Sobirov、1986年9月11日 -）は、ウズベキスタンのブハラ出身の柔道家である。
北京オリンピック柔道銅メダリスト。軍隊に所属している。

## 概要
2008年の北京オリンピックから2012年のロンドンオリンピックにかけて60kg級の頂点に君臨し、平岡拓晃、ゲオルグリー・ザンタラヤらと名勝負を繰り広げた。その実力からオリンピック及び世界選手権で多くのメダルを獲得している。
柔道は14歳の時にタシュケントで始めた。北京オリンピックでは今大会で金メダルを獲得した韓国のチェ・ミンホに敗れたが、銅メダルを獲得した。2010年は1月のワールドマスターズで優勝すると、9月の世界選手権では決勝でゲオルグリー・ザンタラヤを破り優勝を成し遂げた。2011年にはIJFより現役最優秀男子選手として表彰された。世界選手権でも決勝で平岡を破り2連覇を果たした。しかし、2012年1月のワールドマスターズ決勝ではロシアのアルセン・ガルスチャンに敗れたことにより、2010年5月のグランドスラム・リオデジャネイロ決勝で平岡に敗れて以来、1年8か月ぶりの敗戦を喫することとなった。絶対の優勝候補として迎えた2012年7月のロンドンオリンピックでは準決勝で再びガルスチャンに敗れるが、3位決定戦には勝利して前回の北京に続いての銅メダルを獲得した。その後、階級を66kg級に上げてグランプリ・アブダビでは2位になった。2015年の世界選手権では3回戦で世界選手権3連覇中の海老沼匡を破ると、準々決勝では韓国のアン・バウルに敗れはしたものの、敗者復活戦を勝ち上がって3位となり、60kg級に続いて世界選手権でメダルを獲得した。2016年のリオデジャネイロオリンピックでも銅メダルを獲得して、オリンピック3大会連続でメダルを獲得することとなった。

## 主な戦績
60kg級での戦績
- 2005年 - アジアジュニア 優勝
- 2007年 - アジア選手権 2位
- 2007年 - ミリタリーワールドゲームズ 3位
- 2008年 - 北京オリンピック 3位
- 2008年 - 世界柔道団体選手権大会 2位
- 2008年 - 韓国国際 優勝
- 2009年 - グランドスラム・パリ 5位
- 2009年 - グランプリ・ハンブルク 優勝
- 2009年 - アジア選手権 3位
- 2009年 - グランドスラム・モスクワ 5位
- 2009年 - グランプリ・アブダビ 3位
- 2009年 - グランドスラム・東京 5位
- 2010年 - ワールドマスターズ 優勝
- 2010年 - グランドスラム・パリ 2位
- 2010年 - グランプリ・チュニス 優勝
- 2010年 - グランドスラム・リオデジャネイロ 2位
- 2010年 - グランドスラム・モスクワ 優勝
- 2010年 - 世界選手権 優勝
- 2010年 - アジア競技大会 優勝
- 2011年 - ワールドマスターズ 優勝
- 2011年 - グランドスラム・パリ 優勝
- 2011年 - グランドスラム・モスクワ 優勝
- 2011年 - 世界選手権 優勝
- 2012年 - ワールドマスターズ 2位
- 2012年 - グランドスラム・パリ 優勝
- 2012年 - グランドスラム・モスクワ 5位
- 2012年 - ロンドンオリンピック 3位

66kg級での戦績
- 2012年 - グランプリ・アブダビ 2位
- 2014年 - 世界選手権　7位
- 2014年 - アジア競技大会　団体戦　3位
- 2015年 - 世界選手権 3位
- 2015年 - グランドスラム・アブダビ 3位
- 2016年 - グランプリ・ブダペスト　3位
- 2016年 - リオデジャネイロオリンピック 3位

(出典、JudoInside.com)。